# Carta europeia da água
Consiste num conjunto de princípios sobre a água e a sua gestão proclamados pelo Conselho da Europa em Maio de 1968.

## Carta Europeia da Água
A carta europeia da água surgiu com o intuito de resolver os grandes problemas associados à água que afetam a Humanidade. Estes problemas residem no aumento das populações e, consequentemente, na maior utilização e necessidade de água e na contaminação dos recursos hídricos.

No dia 6 de Maio de 1968, em Estrasburgo, o Conselho da Europa proclamou a Carta Europeia da Água. Esta visa minimizar e/ou eliminar os problemas associados à sua utilização dado que a água desempenha um papel fundamental na sobrevivência de quase todas espécies.
|direita|4000x5000px]]

### Princípios Básicos da Carta Europeia da Água
Na Carta Europeia da Água estão integrados 12 princípios básicos para a gestão e proteção dos recursos hídricos.
- Não há vida sem água. A água é um bem precioso, indispensável a todas as atividades humanas.

A água é um elemento de primeira necessidade tanto para o Homem, como para os animais e as plantas. Esta constitui até nove décimos do peso dos vegetais e dois terços do peso do Homem. Para o Homem a água é fundamental, como alimento, higiene, fonte de energia, suporte das atividades recreativas que a vida moderna exige, entre outros.
- Os recursos de águas doces não são inesgotáveis. É indispensável preservá-los, administrá-los e, se possível, aumentá-los.

O aumento das populações implicou um aumento da solicitação dos recursos hídricos. Esta solicitação crescente não será satisfeita, se cada indivíduo não considerar a água como um recurso que deve ser preservado e racionalizado.
- Alterar a qualidade da água é prejudicar a vida do homem e dos outros seres vivos que dependem dela.

Na natureza a água é portadora de organismos benéficos que contribuem para a conservação da sua qualidade, pelo que poluindo-a pode-se eliminar esses organismos modificando assim, o ambiente vivo. A redução da quantidade e qualidade de uma água pode ser nocivo para os seres vivos, como o Homem.
- A qualidade da água deve ser mantida a níveis adaptados à utilização para que está prevista e deve, designadamente, satisfazer as exigências da saúde pública.

Consoante os tipos de utilização da água estes têm normas de qualidade diferentes, pelo que devem ser assegurada a conservação das suas propriedades naturais.
- Quando a água, depois de utilizada, volta ao meio natural, não deve comprometer as utilizações ulteriores que dela se farão, quer públicas quer privadas.

A poluição é uma alteração da qualidade da água, normalmente provocada pelo Homem tornando-a imprópria para o consumo humano. Assim, o lançamento de resíduos ou de águas utilizadas não deve pôr em perigo a saúde pública e deve ter em conta a capacidade das águas os assimilar.
- A manutenção de uma cobertura vegetal adequada, de preferência florestal. É essencial para a conservação dos Recursos hídricos.

A conservação da cobertura vegetal, de preferência florestal é um fator de elevada importância na estabilização das bacias de drenagem e do seu regime hidrológico.
- Os recursos aquíferos devem ser inventariados.

Conhecer os recursos hídricos é algo indispensável, visto que a água doce utilizável representa menos de 1% da quantidade de água do nosso planeta.
- A boa gestão da água deve ser objeto de um plano promulgado pelas autoridades competentes.

A água necessita de uma gestão racional que tenha em conta as necessidades a curto e longo prazo. Neste sentido, é imprescindível uma verdadeira política no domínio dos recursos hídricos.
- A salvaguarda da água implica um esforço crescente de investigação, de formação de especialistas e de informação pública.

A investigação da água é muito importante, pelo que os meios de informação devem ser mais abrangentes e o intercâmbio internacional facilitado.
- A água é um património comum, cujo valor deve ser reconhecido por todos. Cada um tem o dever de economizar e de a utilizar com cuidado.

Cada indivíduo é um consumidor da água e, consequentemente, responsável perante os outros. Assim, a utilização descontrolada da água pode ser vista com um abuso ao património natural.
- A gestão dos recursos hídricos deve inscrever-se no quadro da bacia natural, de preferência a ser inserida no das fronteiras administrativas e políticas.

Nos limites de uma bacia, as diferentes utilizações dos recursos hídricos são interdependentes, pelo que a sua gestão também o deve ser.
- A água não tem fronteiras. É um recurso comum que necessita de uma cooperação internacional.

A conservação da água, quer ao nível da qualidade quer ao nível da quantidade, deve ser o produto final da resolução concordante entre os Estados dos problemas internacionais suscitados pelas utilizações erróneas desta.

## Ligações Externas
- Laboratório Nacional de Energia e Geologia